# 茨城県立水戸桜ノ牧高等学校常北校
茨城県立水戸桜ノ牧高等学校常北校（いばらきけんりつ みとさくらのまきこうとうがっこう じょうほくこう）は、茨城県東茨城郡城里町にある県立高等学校の分校。茨城県立水戸桜ノ牧高等学校の分校である。

## 設置学科
- 全日制課程
  - 普通科

## 沿革
- 1950年（昭和25年）4月11日 - 茨城県立水戸農業高等学校石塚分校として開校。昼間定時制農業科、定員50名[1]。
- 1954年（昭和29年）8月 - 相撲部が全国大会に出場。
- 1959年（昭和34年）4月 - 全日制普通科を設置し、定時制農業科募集停止[2]。
- 1963年（昭和38年）4月1日 - 茨城県立常北高等学校となる。
- 1968年（昭和43年）8月2日 - ホッケー部（男女）が全国大会に初出場。
- 1969年（昭和44年）8月2日 - 弓道部が全国大会に初出場。
- 1971年（昭和46年）6月13日 - ボクシング部が全国大会に初出場。
- 1979年（昭和54年）8月- ソフトテニス部が全国大会に初出場。
- 2013年（平成25年）4月 - 茨城県立水戸桜ノ牧高等学校常北校として分校化。

## 部活動
- ボクシング部
- 卓球部
- 弓道部
- 剣道部
- パソコン部

## アクセス
- 水戸駅北口、赤塚駅北口からスクールバスが運行されている[2]。
- 茨城交通バス石塚車庫停留所から徒歩10分。

## 著名な出身者
- 江幡和志 - 元プロ野球選手
- 薗部潔史 - 元プロ野球選手